# Herbapol

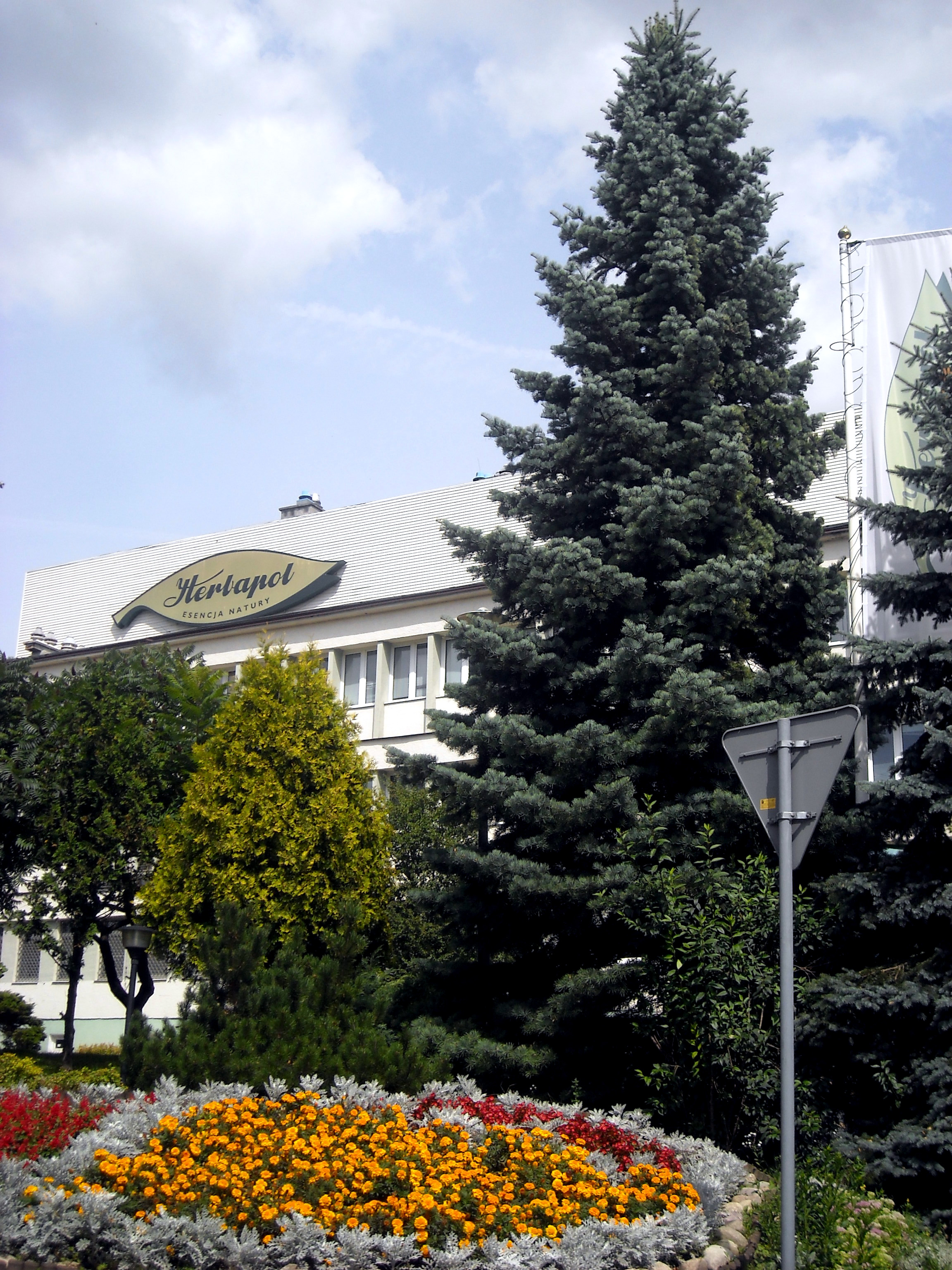
Herbapol Lublin S.A. przy ulicy Diamentowej w dzielnicy Wrotków

Herbapol – przedsiębiorstwa w Polsce zajmujące się przetwórstwem ziół i produkcją z nich preparatów spożywczych, leczniczych i kosmetycznych.
Powstały w latach 40. XX wieku jako przedsiębiorstwa państwowe. W latach 1947–1982 funkcjonowało Zjednoczenie Przemysłu Zielarskiego „Herbapol” z siedzibą w Warszawie przy ul. Kruczej 24/26.
Po przemianach własnościowych w Polsce przedsiębiorstwa w większości trafiły w ręce prywatne. Pod firmą „Herbapol” funkcjonują:
- Herbapol Lublin, który tworzy grupę kapitałową wraz z Herbapolami w Białymstoku, Gdańsku oraz Łodzi,
- Herbapol Kraków,
- Herbapol Poznań,
- Herbapol Wrocław (zob. budynek Wrocławskich Zakładów Zielarskich Herbapol SA we Wrocławiu),
- Warszawskie Zakłady Zielarskie „Herbapol” w Pruszkowie.